# Steven Taylor
Steven Vincent Taylor (Greenwich, 23. siječnja 1986.) je engleski nogometaš, trenutno igrač američkog kluba Portland Timbers. Polivalentan je obrambeni igrač, koji može igrati na desnom beku, ponekad čak i na lijevom, ali prirodna pozicija mu je u srcu obrane. Vođa momčadi Newcastlea te miljenik kluba pošto je cijelu karijeru proveo u Newcastleu. Popularni "Geordie" Steven je bio stalni reprezentativac Engleske od U-16 do U-21, te je bio kapetan U-21 reprezentacije na Europskom prvenstvu za mlade 2007 i 2009.